# Husaren, heraus
Husaren, heraus! ist der Titel eines musikalischen Tonfilm-Lustspiels, den Georg Jacoby 1937 nach einem Drehbuch, das Wolf Neumeister nach einer Idee von Kurt Berendt verfasst hatte, für die Pallas Film GmbH Berlin realisierte.

Der Titel zitiert das volksläufige Reiterlied „Was blasen die Trompeten? Husaren heraus!“ mit dem Text von Ernst Moritz Arndt aus der Zeit der Befreiungskriege um 1813.

## Handlung
Lilli flieht aus dem Mädchenpensionat und verliebt sich in den flotten Husarenleutnant Tim, der gerade an einem Manöver teilnimmt. Lillis Vater gefällt der musikbegeisterte junge Mann sofort, doch ihre Mutter hat Vorbehalte. Turbulent wird es, als sich Tims Bursche, der Flötenspieler Kaspar, als Vater des kleinen Jungen herausstellt, den das Stubenmädchen Steffi bekommen hat. Während des Manöverballs bricht auch noch der Bär Eugen aus, den Lillis Onkel Ekkehard von seiner letzten Expedition mitgebracht hat. Doch Tim lockt Eugen mit Kaspars Flöte zurück in den Zwinger und rettet den Tag.
(filmportal.de)

## Produktionsnotizen
Der Film war eine Produktion der Pallas Film GmbH Berlin und wurde von Carl Drews photographiert. Die Filmmusik schrieb Robert Stolz, die musikalische Leitung hatte Paul Hühn. Von Bruno Balz stammt der Text zu dem Tonfilm-
schlager
„Darf ich mich heut Nacht in dich verlieben?“, der bald schon auf Grammophonplatten herauskam:
- Darf ich mich heut Nacht in dich verlieben?  Langsamer Foxtrot aus dem Film: „Husaren heraus!“ (M. Robert Stolz; T. Bruno Balz) Fritz Domina Tanzorchester, Gesang Paul Dorn. Kristall 3659 (mx. C-25247), aufgen. 1937.

- Darf ich mich heut Nacht in dich verlieben?  Langsamer Foxtrot aus dem Film: „Husaren heraus!“ (M. Robert Stolz; T. Bruno Balz) Bernard Etté und sein Tanz-Orchester, Gesang Walter von Lennep. Gloria G.O. 41108 (mx. Bi 2956), aufgen. 27.05.1937.

Der Film lag der Zensur am 15. Juli 1937 vor und konnte am 22. Juli für Deutschland uraufgeführt werden.
In Österreich kam er unter dem Verleihtitel „Das Liebesregiment“ in die Kinos. Er lief ab 18. März 1938 auch in Amerika.
Ab dem 20. September 1940 wurde er auch in den (seit Mai 1940 von der Wehrmacht besetzten) Niederlanden, ebenso unter beiden landessprachlichen Titeln En avant les Hussards (französisch) und Husaren vooruit (flämisch) auch in Belgien gezeigt.

## Rezeption
Joseph Goebbels äußerte sich in seinem Tagebuch am 16. Juli 1937 über den Film unzufrieden: „Abends Filme geprüft ... »Husaren heraus«, ein dummer Kitsch. Spät ins Bett. Heute fahre ich nach Bogensee.“
Am 19. März 1938 wurde „Husaren heraus!“ in der New York Times besprochen.
„Husaren heraus!“ stand auf der Liste der Filme, deren Vorführung gemäß Entscheidung des für die Filmzensur zuständigen Alliierten Kontrollrates in Deutschland nach dem Krieg zunächst verboten war. Das im Bundesarchiv erhaltene Exemplar hat eine Länge von 2271,6 m und läuft 83 Minuten.

### Abbildungen
- Kinoplakat
- Illustrierter Film-Kurier